# US Chantilly
Union Sportive de Chantilly – francuski klub piłkarski z siedzibą w Chantilly.

## Historia
Klub został założony w 1902. W swojej historii przez jeden sezon występował w trzeciej lidze (w edycji 1971/1972 w grupie Nord), spadł wówczas jednak do czwartej ligi.

## Reprezentanci kraju grający w klubie
stan na listopad 2023
|  | - Jean-Marc Adjovi-Bocco - Alfred Aston - Ibrahim Ba - Bruno Bollini - Kévin Gameiro - Ronan Hauterville - Ernest Seka - Pierre-Richard Edmond |  | - Romarin Billong - Ben Ahmed Attoumani - Saïd Bakari - Ousmane Samba - Jeffrey Damour - Euloge Ahodikpé - Mamadou Dansoko |